# 雞尾包

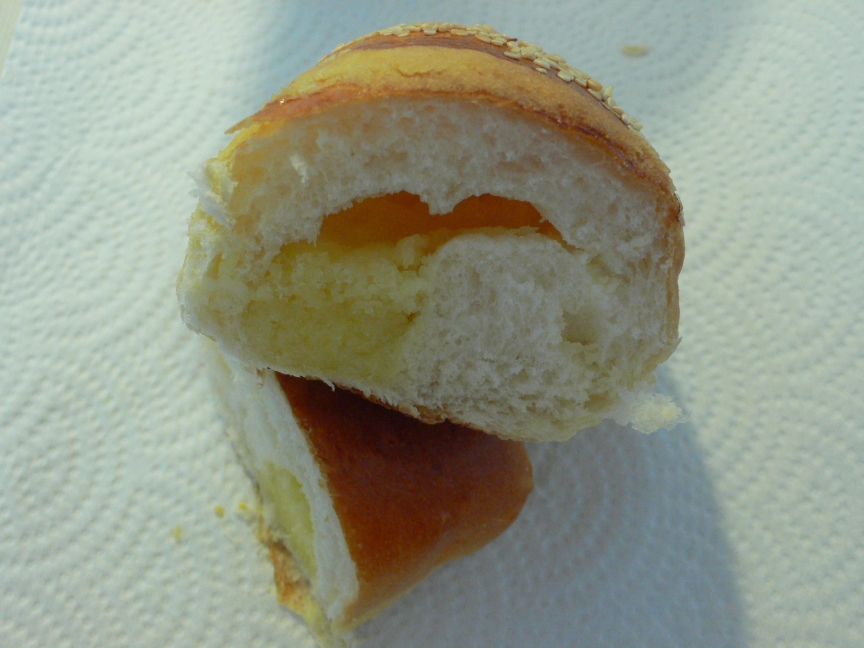
切開的雞尾包可見其砂糖及椰絲餡料

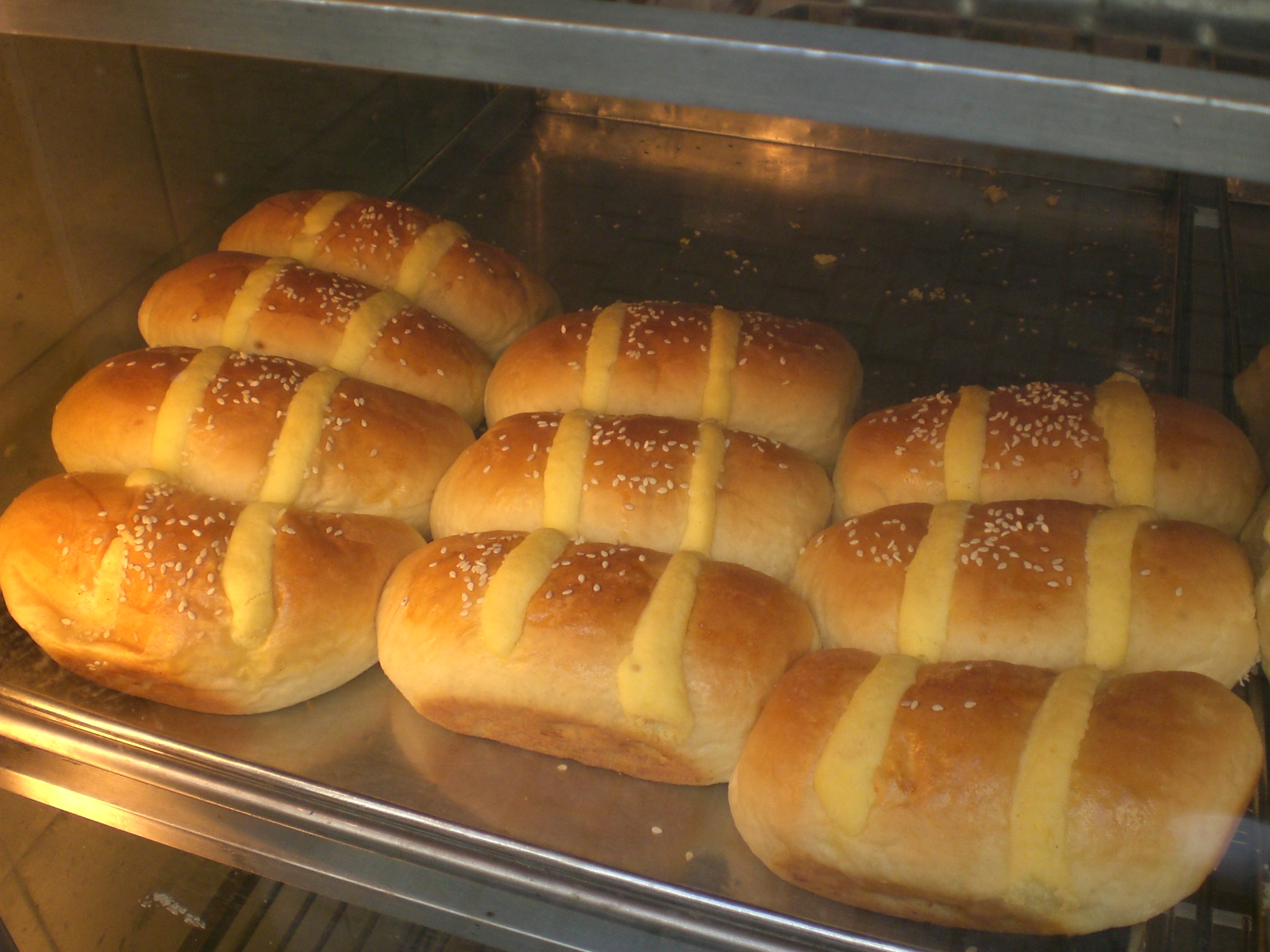
一盤放在店舖出售的雞尾包

雞尾包是香港的一種特色麵包，以舊麵包混合砂糖及椰絲作為餡料，帶有濃郁的甜味。

## 起源
雞尾包起源於有兩種說法，比較流行是第一種：
1. 1950年代的香港，有麵包店東主不想將賣剩的麵包扔掉這樣浪費。因此有人便發明將賣剩的麵包搓碎，再混合砂糖作為麵包的餡料，便可以將這些麵包重新再用[3]。由於餡料是以不同麵包，再加入砂糖混合而成，就好像英文的“cocktail”，即如「雞尾酒」般混合不同酒品及飲料調配而成，雞尾包因而得名。後來，餡料加入椰絲，使雞尾包更為香口。
2. 香港在戰後物資缺乏，而當時香港人對麵包當正餐仍不太接受，一些麵包往往即日未能售清，但扔掉實在太浪費，於是便有人想到仿傚中秋節過後，把賣剩的月餅改造為雞仔餅的原理，把賣剩的包搓碎，再加進糖變成餡料，於是便創造出雞尾包。

## 外部連接
维基共享资源上的相關多媒體資源：雞尾包